# Dora Akunyili

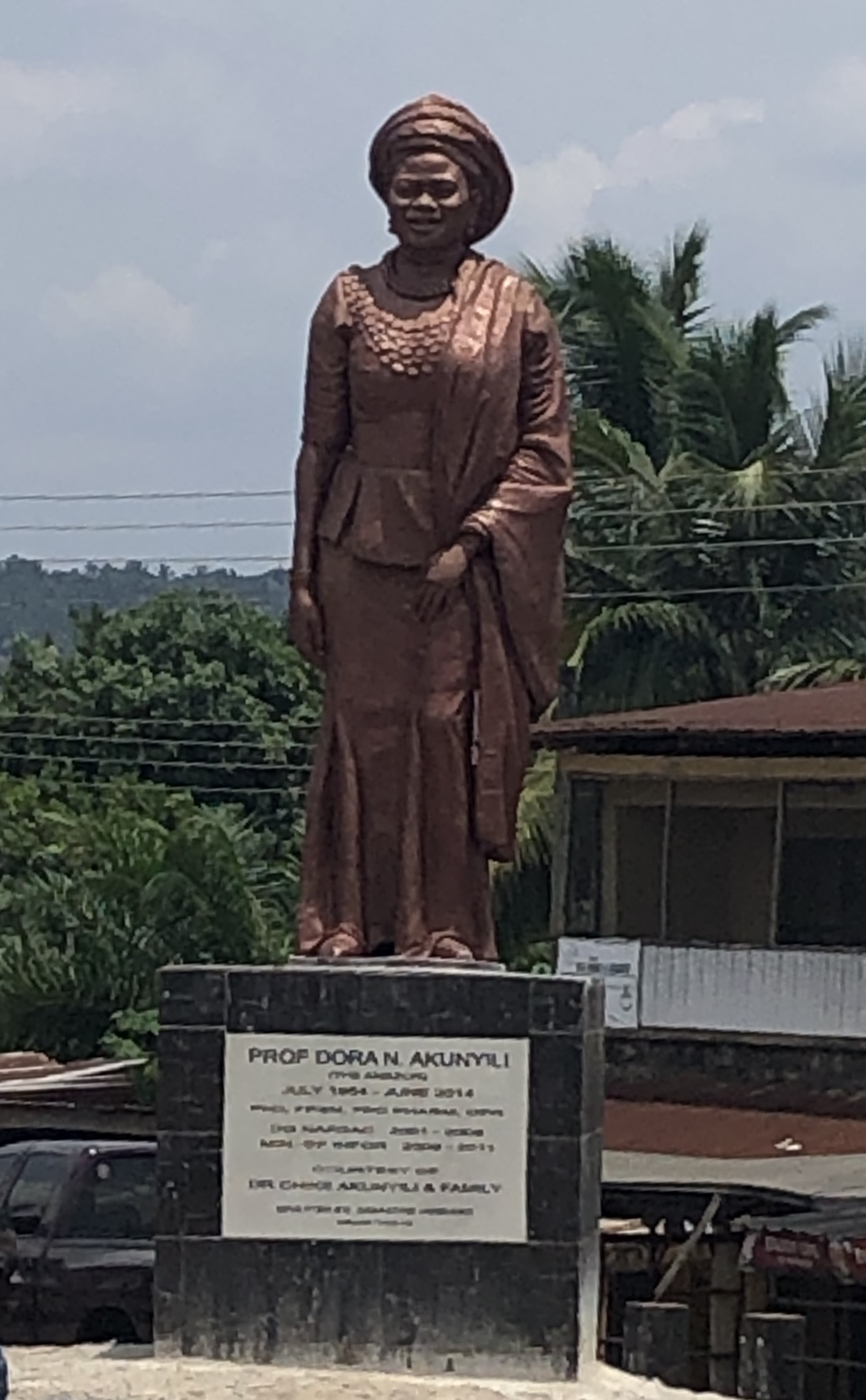
Statue von Dora Akunyili

Dora Nkem Akunyili (* 14. Juli 1954 in Makurdi, Nigeria; † 7. Juni 2014 in Indien) war eine nigerianische Politikerin und von 2008 bis 2010 Informationsministerin ihres Heimatlandes. Sie war vorher Direktorin der National Agency for Food and Drug Administration and Control, NAFDAC in Nigeria. Während dieser Tätigkeit widmete sie sich der Bekämpfung von Arzneimittelfälschungen und setzte sich für mehr Lebensmittelsicherheit ein. Sie war Professorin der Pharmakologie der University of Nigeria in Nsukka (UNN).

## Biographie
Akunyili wurde am 14. Juli 1954 in Makurdi im Bundesstaat Benue au Nigeria als Tochter von Paul Young Edemobi geboren. In ihrem Elternhaus wurde sie katholisch erzogen. Sie heiratete Dr. J. C. Akunyili, mit dem sie sechs Kinder hatte. Ihren Bachelor in Pharmazie erhielt sie 1978 sowie 1985 einen Ph.D. der UNN. Seit 1989 arbeitete sie als Post-Doktorand an der University of London.
1995 wurde Akunyili Secrétaire du Fonds pétrolier spécial pour l’aide aux démunis, einem speziellen Fonds für die Unterstützung von Armen. Sie wurde 2000 Professorin an der UNN und 2001 zur Leiterin der NAFDAC.